# Domanín (Jindřichův Hradec-i járás)
Domanín település Csehországban, a Jindřichův Hradec-i járásban. Domanín Jílovice, Třeboň és Libín településekkel határos. Lakosainak száma 428 fő (2024. január 1.).

## Népesség
A település lakosságának változását az alábbi diagram mutatja:
| Lakosok száma | 372  | 319  | 343  | 282  | 272  | 303  | 387  | 395  | 399  | 428  |
|               | 1869 | 1890 | 1921 | 1950 | 1980 | 2001 | 2017 | 2019 | 2022 | 2024 |